# Lista de prefeitos de São Pedro dos Crentes
Esta é a lista de prefeitos do município de São Pedro dos Crentes, estado brasileiro do Maranhão.
| Nº | Nome                                                       | Imagem                     | Partido                                          | Início do mandato      | Fim do mandato                          | Observações                                                                         |
| —  | Geraldo Quintão (Taquaraçu de Minas, 01.07.1935–)          |                            | Partido da Frente Liberal PFL                    | 10 de novembro de 1994 | 31 de dezembro de 1996                  | Prefeito nomeado responsável por fazer a transição até a primeira eleição municipal |
| 1  | José Gomes Coelho, Zequinha Coelho (Carolina, 23.01.1954–) |                            | Partido do Movimento Democrático Brasileiro PMDB | 1° de janeiro de 1997  | 31 de dezembro de 2000                  | Prefeito eleito em sufrágio universal                                               |
| 2  | Antônio Coelho de Arruda (Carolina, 23.09.1944–)           |                            | Partido Trabalhista Brasileiro PTB               | 1° de janeiro de 2001  | 31 de dezembro de 2004                  | Prefeito eleito em sufrágio universal                                               |
| 2  | Antônio Coelho de Arruda (Carolina, 23.09.1944–)           | 1° de janeiro de 2005      | Partido Trabalhista Brasileiro PTB               | 31 de dezembro de 2008 | Prefeito reeleito em sufrágio universal |                                                                                     |
| 3  | Luiza Coutinho Macedo (Riachão, 11.09.1969–)               |                            | Partido da Social Democracia Brasileira PSDB     | 1° de janeiro de 2009  | 31 de dezembro de 2012                  | Prefeita eleita em sufrágio universal                                               |
| 3  | Luiza Coutinho Macedo (Riachão, 11.09.1969–)               | 1° de janeiro de 2013      | Partido da Social Democracia Brasileira PSDB     | 31 de dezembro de 2016 | Prefeita reeleita em sufrágio universal |                                                                                     |
| 4  | Lahesio Rodrigues do Bonfim (Marcos Parente, 30.07.1978–)  |                            | Partido da Social Democracia Brasileira PSDB     | 1° de janeiro de 2017  | 31 de dezembro de 2020                  | Prefeito eleito em sufrágio universal                                               |
| 4  | Lahesio Rodrigues do Bonfim (Marcos Parente, 30.07.1978–)  | Partido Social Liberal PSL | 1° de janeiro de 2021                            | 1º de abril de 2022    | Prefeito reeleito em sufrágio universal |                                                                                     |
| 5  | Rômulo Costa Arruda (Carolina, 08.06.1988–)                |                            | Partido Social Liberal PSL                       | 1º de abril de 2022    | 31 de dezembro de 2024                  | Vice-prefeito eleito assumiu o cargo após a renúncia do titular                     |
| 5  | Rômulo Costa Arruda (Carolina, 08.06.1988–)                | Republicanos REP           | 1° de janeiro de 2025                            | Atualidade             | Prefeito reeleito em sufrágio universal |                                                                                     |